# Peter Elsholtz
Peter Ludwig Wilhelm Elsholtz (* 20. Oktober 1907 in Berlin; † 30. August 1977 ebenda) war ein deutscher Schauspieler, Regisseur und Synchronsprecher.

## Leben
Der Kaufmannssohn hatte seine künstlerische Ausbildung Mitte der 1920er Jahre an der Max-Reinhardt-Schule erhalten und anschließend, 19-jährig, sein erstes Engagement in Wien angetreten. Unter Reinhardts Intendanz debütierte er 1926 in dem Stück ‘Neidhardt von Gneisenau’. 1927 kam Elsholtz an Otto Falckenbergs Kammerspiele nach München. Weitere Theaterstationen waren Leipzig, Königsberg und Berlin, wo man ihn seit Beginn der 1930er Jahre u. a. an den Saltenburg-Bühnen, dem Komödienhaus, dem Hebbel-Theater und der Tribüne sehen konnte. Zeitweilig war er als Vertreter von Karl Heinz Martin auch in der Direktion des Hebbel-Theaters aktiv und wirkte dort überdies als Regisseur.
Seit 1934 regelmäßig in Berlin ansässig, trat Peter Elsholtz zwei Jahre darauf auch erstmals vor die Kamera. Bis zum Ende des Zweiten Weltkriegs war der Schauspieler ein gefragter Interpret unterschiedlich großer Nebenrollen. Er spielte einen Hellseher in Das Schloß in Flandern, einen Stabsarzt in Fronttheater, einen Ingenieur in Der Herrscher, einen Jagdaufseher in Der Fuchs von Glenarvon sowie jeweils einen Adjutanten in Ritt in die Freiheit und in Die Warschauer Zitadelle. Mehrfach trat er auch in braun gefärbter Propaganda (Mann für Mann, Der Fuchs von Glenarvon, Achtung! Feind hört mit, Mein Leben für Irland, Über alles in der Welt, Fronttheater) vor die Kamera. In dem überaus erfolgreichen Zirkusfilm Truxa verkörperte der Berliner den titelgebenden Drahtseilartisten.
Nach dem Krieg filmte Elsholtz nur noch selten, stattdessen widmete er sich als Regisseur der Synchron-Arbeit.
Peter Elsholtz war verheiratet mit der Schauspielerin, Synchronsprecherin und Dialogautorin Karin Vielmetter (1907–?). Ihre Kinder Edith Elsholtz (1930–2004) und Arne Elsholtz (1944–2016) waren bekannte Schauspieler und Synchronsprecher.

## Filmografie
- 1936: Schlußakkord
- 1936: Das Schloß in Flandern
- 1936: Ritt in die Freiheit
- 1936: Truxa
- 1937: Der Herrscher
- 1937: Die Warschauer Zitadelle
- 1937: Revolutionshochzeit
- 1937: Der Berg ruft
- 1938: Die Frau am Scheidewege
- 1938: Schatten über St. Pauli
- 1938: Am seidenen Faden
- 1938: Zwei Frauen
- 1938: Verliebtes Abenteuer
- 1939: Mann für Mann
- 1939: Robert Koch, der Bekämpfer des Todes
- 1939: Dein Leben gehört mir
- 1939: Blutsbrüderschaft
- 1940: Der Fuchs von Glenarvon
- 1940: Die 3 Codonas
- 1940: Achtung! Feind hört mit!
- 1940: Traummusik (und ital. Fassung: Ritorno)
- 1940: Falschmünzer
- 1940: Mein Leben für Irland
- 1941: Alarm
- 1941: Über alles in der Welt
- 1940/41: Anschlag auf Baku (UA: 1942)
- 1941: … reitet für Deutschland
- 1941: Venus vor Gericht
- 1942: Andreas Schlüter
- 1942: Stimme des Herzens
- 1942: Titanic
- 1942: Wenn der junge Wein blüht
- 1943: Großstadtmelodie
- 1948: Straßenbekanntschaft
- 1948: Verführte Hände
- 1952: Cuba Cabana
- 1953: Musik bei Nacht
- 1954: Ein guter Rat – Ihr Gewinn (Kurzdokumentarfilm, Ko-Regie)
- 1955: Urlaub auf Ehrenwort
- 1957: Auf Wiedersehen, Franziska!